# 中世紀伊斯蘭世界的科學

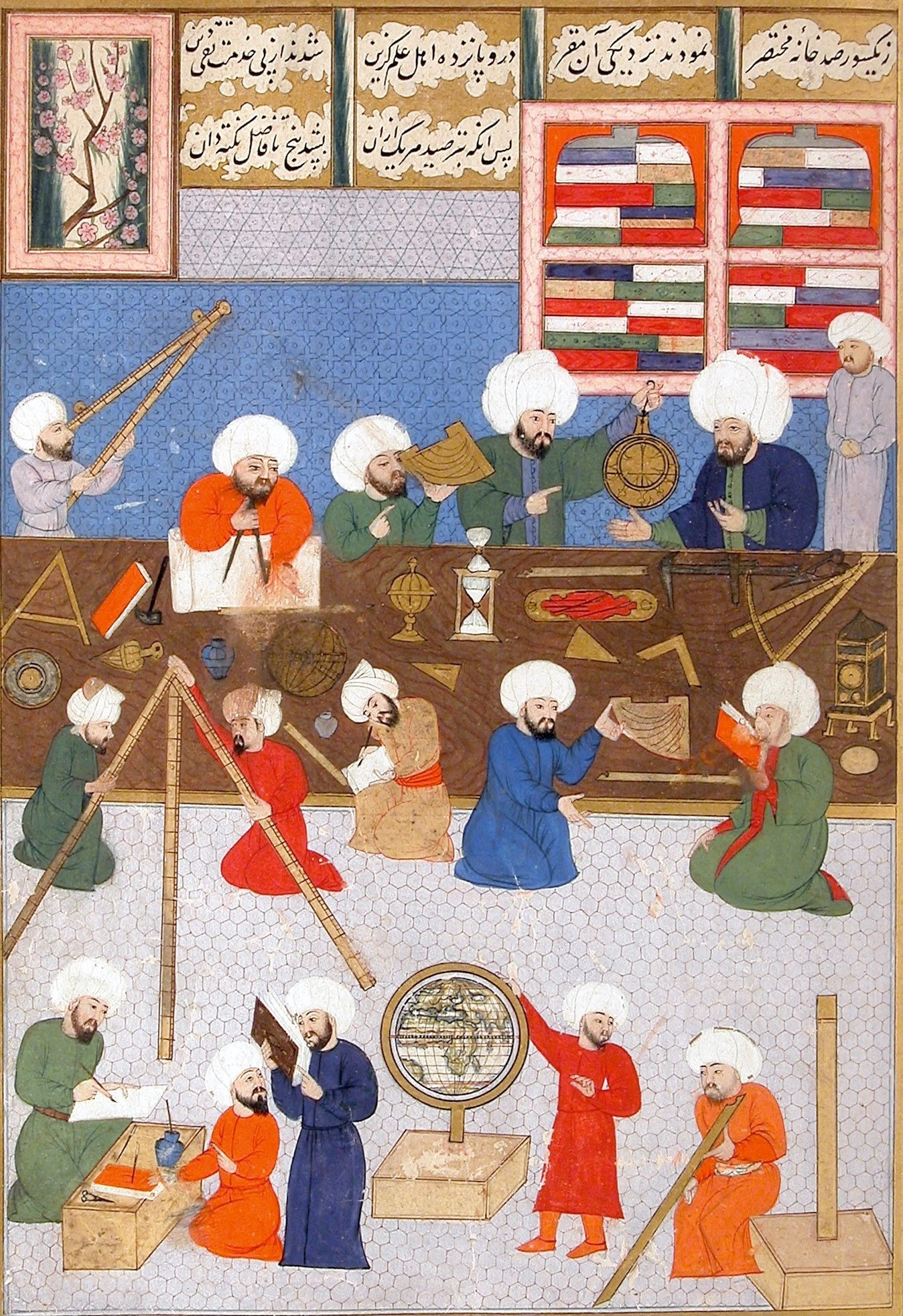
中世紀伊斯蘭學者

中世紀伊斯蘭世界的科學即時通常所謂的伊斯蘭科學、阿拉伯科學，是指中世紀的伊斯蘭黃金時代（約750年至1258年）時伊斯蘭世界發展出來的科學。在這段時期內印度、伊朗，特別是希臘的科學知識傳入并影響到了伊斯蘭文明的發展。
伊斯蘭文明內的科學發展有種族之別。貢獻最多的是波斯人、 阿拉伯人、 摩爾人、亞述人和埃及人。他們的宗教背景各不相同，大多數屬於穆斯林，但也有基督教徒、 猶太人 和無神論者。
“伊斯蘭”一詞即可以指伊斯蘭教也可以指伊斯蘭文明。 雖然穆斯林的數量逐漸增長，但伊斯蘭文明依舊是多信仰和多文化的。

## 發展

### 領域
伊斯蘭科學最著名的成就在數學、天文學和醫學上。
其他領域則包括：
- 物理學
- 點金術和化學
- 宇宙學
- 眼科學
- 地理學和繪圖學
- 社會學
- 心理學

### 著名科學家
中世紀伊斯蘭科學家之間交往密切，其研究也猶如同本之木。同時大多數的重要伊斯蘭科學家都是通才，即所謂哈基姆（Ḥakīm），他們對伊斯蘭科學的發展有舉足輕重的影響。
- 扎比尔·伊本·海扬（Jabir ibn Hayyan，約8-9世紀）是一位煉金術師，他的許多著作都流傳到了今日。他描述了煉金術的實驗技術及方法，發現了硫酸和硝酸等許多化學物質。除去已確定的著作外，還有許多著作被認為是由海揚所寫。[16][17]

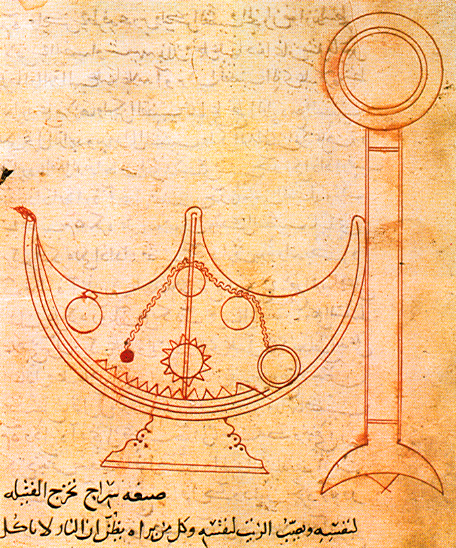
“自動平倉燈”，艾哈邁德·伊本·穆薩，這份手抄本是由阿拉伯語寫成的

- 巴努·穆薩兄弟（Banū Mūsā，9世紀早期）是三位波斯占星師及天文學家, 他們與阿拔斯王朝哈里發馬蒙關係密切，將很多古代世界的文獻翻譯成了阿拉伯文。他們闡釋了圓錐和橢圓的數學原理，還發明了一些自動化設備。[18][19][20]

- 肯迪（Ibn Ishaq al-Kindi，801–873）時是一位哲學家，也是一位通才，他將許多希臘語文獻翻譯成了阿拉伯文。他對點金術和占星術持批評態度，還對密碼學有貢獻，一生著述頗豐。[21]

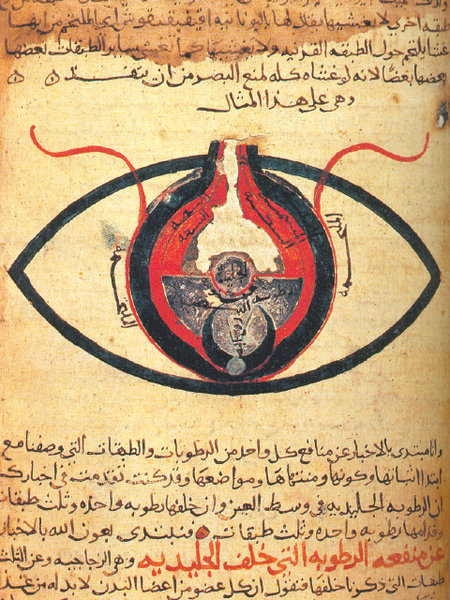
伊斯哈格的人眼，1200年代手抄本

- 侯奈因·伊本·伊斯哈格（Hunayn ibn Ishaq，809–873）是最重要的古希臘語翻譯家之一，是天主教聶斯托利派教徒，同時也是醫生和作家，他的醫學著作，特別是對於人眼的研究，在歐洲流行了數個世紀。[22]

- 阿拔斯·伊本·弗纳斯（Abbas Ibn Firnas，810–887）是一位安達盧西亞科學家、音樂家及發明家。他發明了用於製作器皿的透明玻璃、用於放大物體的透鏡。他的房間里有模擬的天空，也曾試圖發明飛行器。[23]

- 萨比特·伊本·库拉（Thābit ibn Qurra，835–901）是一位出生哈蘭的翻譯家、數學家，他在翻譯時也會加入自己的研究。曾嘗試解決數學象棋問題。[24]

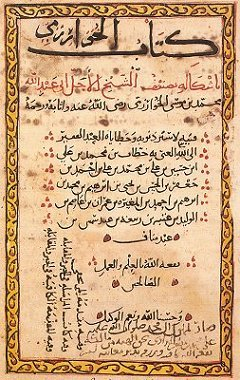
花拉子密著作《代數學》的一頁

- 花拉子密（Muḥammad ibn Mūsā al-Khwārizmī，約8-9世紀）是一位波斯數學家、[25] 地理學家和天文學家。被認為是伊斯蘭文明中最偉大的數學家。對阿拉伯數字的傳播起著重要作用，他發展了伊斯蘭代數學。[26]

- 巴塔尼（Muḥammad ibn Jābir al-Ḥarrānī al-Battānī，850–922）是一位天文學家，精確測量出來了天文年的長度。他發明的一些數字表還曾被哥白尼採用。[27]

- 拉齊（Muhammad ibn Zakariyā Rāzī，約854–925/935）是一位出生與伊朗的波斯通才，在醫學上的貢獻尤為顯著，他識別出了天花和麻疹，發現了發燒是人體的自衛措施。他寫出了23卷關於中國、印度、波斯、敘利亞和希臘數學的大綱。他對希臘的體液病理學及伽林的放血療法提出了質疑。[28]

- 法拉比（al-Farabi，約870–950）是一位波斯/印度理性主義哲學家、數學家，曾嘗試描述伊斯蘭教圖案的幾何學原理。[29]

- 伊本·西那（Ibn Sīnā，908–946）是一位波斯醫學家、天文學家、物理學家和數學家，除去《醫學規則》之外，他還做過關於能量、光的實驗。他對舍九法的發展做出了貢獻。[30]

- 宰赫拉威（al-Zahrawi，936–1013）是一位安達盧斯外科醫生，現存最主要的作品是《醫學寶鑒》（al-Tasrif）。[31]

- 海什木（ibn al-Haytham，965–1040）是一位伊朗科學家，成年後移民至埃及。最主要成就在於天文學和光學，對托勒密和伽林的研究提出了質疑，他也研究過光的折射。[32]

- 查爾卡利（al-Zarqali，1028–1087）是一位安達盧斯藝術家，是著名天文儀器製造人和數學家。他發明的星盤被後人沿用了數世紀之久。他也發明了水鐘并發現太陽的遠地點相對恒星有緩慢移動，并測出了其速率。[33][34]

- 歐瑪爾·海亞姆（Omar Khayyám，1048–1131）是一位波斯詩人和數學家，將一年的長度精確到了小數點后五位，幷發現了發現解決三次方程以及更高次方程的方法。[35]

- 穆罕默德·伊德里西（Muhammad al-Idrisial-Idrisi，1100–1166）是一位摩洛哥旅行家、繪圖師和地理學家。以其為西西里的羅傑二世所繪的世界地圖而為後人熟知。他也是《羅傑之書》的作者。[36]

- 伊本·納菲斯（ibn al-Nafis，1213–1288）是一位大馬士革醫學家，他寫出的醫學著作取代了伊本·西那的《醫學規則》。[37]

- 纳西尔丁·图西（Nasir al-Din al-Tusi，1201–1274）是一位波斯天文學家和數學家，他對托勒密的天體模型做出了重要修正，發展了三角法，并研究過中國科技。[38]

### 基督教徒
基督教，特別是聶斯托利派教徒在伊斯蘭科學的翻譯工作上有不可忽視的影響， 這些人包括科學家古斯塔·伊本·魯卡、帕特里克·提齊烏斯以及神學家他提安、巴戴桑、聶斯脫里等。

## 評價
關於伊斯蘭科學在科學史中的地位，有許多不同觀點：
以伯特蘭·羅素為代表的傳統觀點 認為雖然伊斯蘭科學在許多方面都有建樹，但是在發明上並不多，相對的是保存了許多古典文明的知識，并後來反過來傳到了中世紀歐洲。一些持修正主義的學者，如阿卜杜勒·薩勒姆和喬治·薩里巴認為 穆斯林科學在中世紀發生了重大革命。
唐納德·勞德利奇·希爾等學者認為伊斯蘭教是伊斯蘭科學之所以能夠獲得成功的潛在因素。 艾哈邁德·達倫（Ahmad Dallal）認為中世紀伊斯蘭科學“不僅對早期人類史甚至是當代人類史都有著重大影響”。
托比·哈弗（Toby E. Huff）認為伊斯蘭雖有許多發明，但並沒能導致科學革命。
威爾·杜蘭特、 菲爾丁·H·加里森 和伯納德·劉易斯認為穆斯林科學家在實驗科學和科學研究方法上有重大貢獻。

## 擴展閱讀
- Daffa, Ali Abdullah al-; Stroyls, J.J. . New York: Wiley. 1984. ISBN 0-471-90320-5.
- Nader El-Bizri, 'A Philosophical Perspective on Alhazen's Optics', Arabic Sciences and Philosophy (Cambridge University Press), Vol. 15 (2005), pp. 189–218.
- Nader El-Bizri, 'In Defence of the Sovereignty of Philosophy: al-Baghdadi's Critique of Ibn al-Haytham's Geometrisation of Place', Arabic Sciences and Philosophy (Cambridge University Press), Vol. 17 (2007), pp. 57–80.
- Hogendijk, Jan P.; Abdelhamid I. Sabra. . MIT Press. 2003. ISBN 0-262-19482-1.  Reviewed by Robert G. Morrison at
- Hogendijk, Jan P.; Berggren, J. L. . Journal of the American Oriental Society. 1989, 109 (4): 697–698. JSTOR 604119. doi:10.2307/604119.)
- Hill, Donald Routledge, Islamic Science And Engineering, Edinburgh University Press (1993), ISBN 0-7486-0455-3
- Huff, Toby E. (1993, 2nd edition 2003), The Rise of Early Modern Science: Islam, China and the West. New York: Cambridge University Press. ISBN 0-521-52994-8. Reviewed by George Saliba at Seeking the Origins of Modern Science?
- Huff, Toby E.  (PDF). Intellectual Discourse. 2000, 8 (2): 173–198  [2013-10-20]. （原始内容 (PDF)存档于2012-03-16）.
- Kennedy, Edward S. . Al-Abhath. 1970, 23: 327–344.
- Kennedy, Edward S. . Syracuse University Press. 1983. ISBN 0-8156-6067-7.
- Morelon, Régis; Rashed, Roshdi.  2–3. Routledge. 1996. ISBN 0-415-02063-8.
- Saliba, George. . The MIT Press. 2007. ISBN 0-262-19557-7.
- Nasr, Seyyed Hossein. . Kazi Publications. 1976. ISBN 1-56744-312-5.
- Nasr, Seyyed Hossein.  2nd. Islamic Texts Society. 2003. ISBN 1-903682-40-1.
- Suter, Heinrich. . Abhandlungen zur Geschichte der Mathematischen Wissenschaften Mit Einschluss Ihrer Anwendungen, X Heft. Leipzig. 1900.
- Deen, S M. . LULU. 2007  [2019-12-22]. ISBN 978-1-84799-942-9. （原始内容存档于2017-12-21）.

電視
- BBC (2010). Science and Islam.

## 外部連結
學術機構
- Commission on the History of Science and Technology in Islamic Societies at University of Barcelona

其他
- "How Greek Science Passed to the Arabs"（页面存档备份，存于） by De Lacy O'Leary
- Saliba, George. .   [2013-10-20]. （原始内容存档于2008-01-15）.
- Habibi, Golareh. Review article（页面存档备份，存于）, Science Creative Quarterly.
- Islam, Knowledge, and Science
- The Islamization of science or the marginalization of Islam
- Richard Covington, Rediscovering Arabic Science, 2007, Saudi Aramco World（页面存档备份，存于）